# 勘书图
《勘书图》，又名《挑耳图》，由五代十国南唐画家王齐翰创作的绢本设色画。纵28.4厘米，横65.7厘米，现收藏于南京大学。属于禁止出境展览文物。

## 简介
图中央一名士人，身着宽袍大袖，坐于书案之前，身后有绚丽屏风。士人袒胸伸腿，一手抚着椅把，一手掏耳朵，面向右侧稍微仰视，左眼微闭，神态如生。旁边有一黑衣童子立在屏风侧面，手持茶具，正欲端茶走来，表现了士大夫勘书之余自得其乐的景象。屏风占据了画面大部分空间，如此尺幅巨大的屏风在五代以前的绘画中鲜有。此图后经宋徽宗赵佶御题命为《勘书图》，并题上了称赞之词“王齐翰妙笔”。

## 收藏
此图历经千年风雨，曾辗转于十余位收藏名家之手。南唐后主李煜、宋徽宗赵佶、文学家苏轼、明朝收藏家董其昌、巨富安国，以及乾隆皇帝的三位皇子（永珹、永琪和永瑢）都曾收藏鉴赏此图并赞不绝口。直至1934年，美国收藏家福开森将其捐赠给金陵大学（今南京大学前身）才结束漂泊之旅，从此成为公藏珍品。
明末清初的几十年间，此图在锡山安氏四代人、明朝内阁首辅大臣严嵩以及靖南王耿仲明之间流转。崇祯年间，锡山安氏失而复得此图（安国之曾孙安广誉将其购回）为这幅传世佳作的递藏增添了传奇色彩。